# Jiřina Jílková
Jiřina Jílková (13. února 1956 Polička – 21. června 2022) byla česká ekonomka a vysokoškolská pedagožka se zaměřením na problematiku environmentální ekonomie a ekologické politiky. Byla členkou několika odborných orgánů. Působila na Univerzitě Jana Evangelisty Purkyně v Ústí nad Labem.

## Život
Absolvovala Fakultu meliorací a rostlinné výroby na Univerzitě v Rostocku v bývalé Německé demokratické republice, kde získala doktorát ze zemědělské ekonomiky. Docenturu a profesuru získala na Vysoké škole ekonomické v Praze.
Zaměřovala se na problematiku environmentální ekonomie a ekologické politiky se zaměřením na nástroje ochrany ovzduší a ekonomické otázky související s klimatickou změnou. Zastávala místo prorektorky pro vědu na Univerzitě Jana Evangelisty Purkyně v Ústí nad Labem.
Mezi lety 2011 a 2017 byla členkou pracovní komise Vlády ČR pro hodnocení dopadu regulace. Od roku 2015 byla její předsedkyní.
V roce 2019 se stala členkou uhelné komise, která je poradním orgánem Vlády ČR se zaměřením na budoucnost těžby a spalování uhlí v Česku.
Byla autorkou desítek odborných knih, stovek článků. Působila jako členka vědecké rady nakladatelství Alfa.

## Publikační činnost
- JÍLKOVÁ, Jiřina. Udržitelný rozvoj - ekonomický a politický pohled. Praha: nakladatelství Alfa, 2012. 180 s. ISBN 978-80-87197-59-2.
- JÍLKOVÁ, Jiřina. Energy for sustainable development III : energy savings-economics and links to other policies. Praha: nakladatelství Alfa, 2012. 240 s. ISBN 978-80-87197-54-7.